# Real Cofradía del Santísimo Cristo del Buen Fin

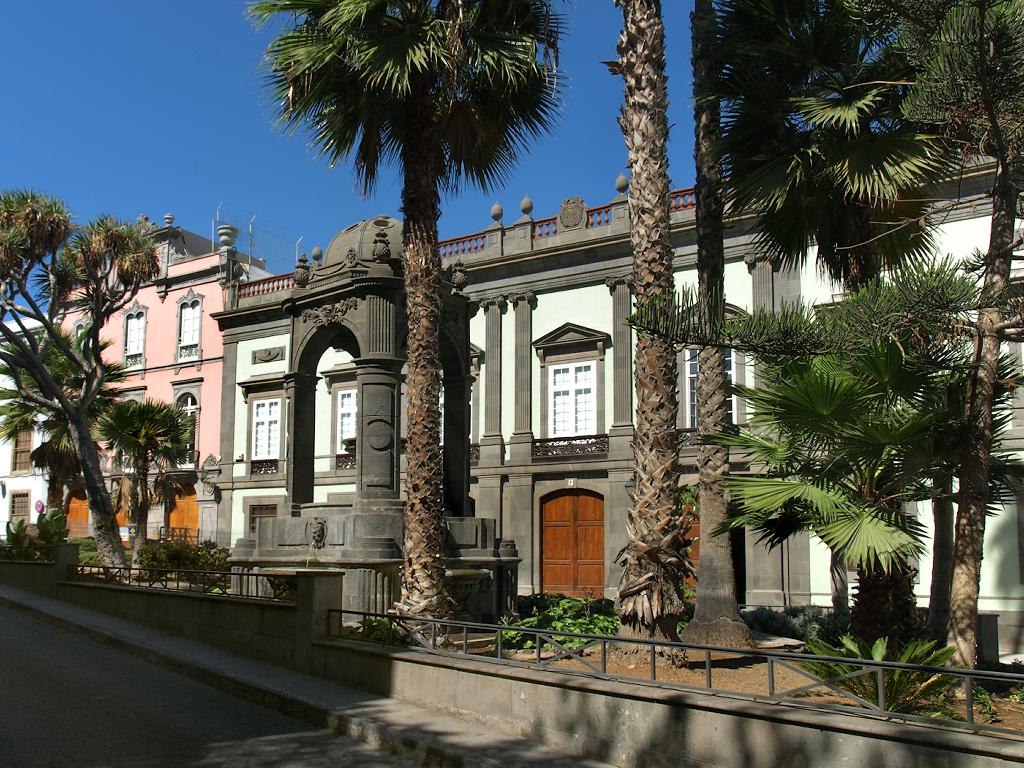
Plaza del Espíritu Santo donde se encuentra la Ermita del Espíritu Santo, sede matriz de la Real Cofradía del Buen Fin.

La Real Cofradía del Santísimo Cristo del Buen Fin, es una Cofradía que tiene como titular al Santísimo Cristo del Buen Fin de la Ciudad de Las Palmas de Gran Canaria, su sede canónica es la Ermita del Espíritu Santo en el barrio de Vegueta (Gran Canaria, España).

## Origen de la Cofradía
La Cofradía del Santísimo Cristo del Buen Fin su funda en 1941, cuando la Junta de la Semana Santa de Las Palmas de Gran Canaria decidió fundar una cofradía que recorriera en silencio las calles del barrio de Vegueta meditando los misterios de la Pasión de Cristo.
Desde sus orígenes la Real Cofradía comenzó a salir a las 5 de la madrugada del Viernes Santo, actualmente sale a las 12 de la madrugada del Viernes Santo.

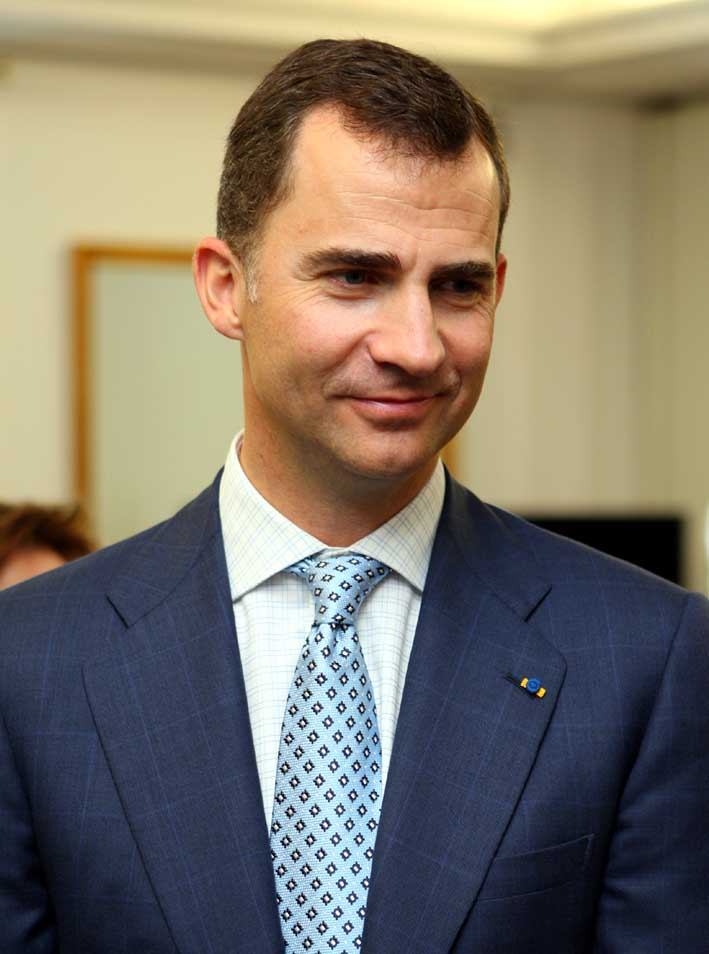
El Príncipe de Asturias es junto con su padre el Rey de España, Hermanos Cofrades de Honor de la Real Cofradía del Buen Fin.

Esta Cofradía estuvo formada en sus orígenes solo por hombres, pero con el paso del tiempo se estableció la sección de mujeres. El actual Rey de España, Don Felipe VI y su padre y antiguo rey de España Don Juan Carlos I son Cofrades de Honor de este Real Hermandad del Buen Fin.

## Vestimenta
- Los cofrades de la sección de caballeros visten en su salida procesional a partir del año 1987 una amplia capa roja, con vueltas de terciopelo del mismo color, sujeta con un fiador de hilo de oro terminado en dos borlas.

- La sección cofrade de señoras en sus inicios, salían con traje negro pero actualmente llevan la misma vestimenta que los caballeros.